# Deer Park (Maryland)
Deer Park és una població dels Estats Units a l'estat de Maryland. Segons el cens del 2000 tenia 405 habitants.

## Demografia
Segons el cens del 2000, Deer Park tenia 405 habitants, 161 habitatges, i 112 famílies. La densitat de població era de 156,4 habitants per km².
Dels 161 habitatges en un 30,4% hi vivien nens de menys de 18 anys, en un 49,7% hi vivien parelles casades, en un 14,9% dones solteres, i en un 30,4% no eren unitats familiars. En el 26,1% dels habitatges hi vivien persones soles el 7,5% de les quals corresponia a persones de 65 anys o més que vivien soles. El nombre mitjà de persones vivint en cada habitatge era de 2,52 i el nombre mitjà de persones que vivien en cada família era de 3,04.
Per edats la població es repartia de la següent manera: un 26,2% tenia menys de 18 anys, un 9,4% entre 18 i 24, un 29,9% entre 25 i 44, un 21,2% de 45 a 60 i un 13,3% 65 anys o més.
L'edat mediana era de 35 anys. Per cada 100 dones de 18 o més anys hi havia 94,2 homes.
La renda mediana per habitatge era de 26.339 $ i la renda mediana per família de 30.000 $. Els homes tenien una renda mediana de 26.875 $ mentre que les dones 16.667 $. La renda per capita de la població era d'11.302 $. Entorn del 21,2% de les famílies i el 24,6% de la població estaven per davall del llindar de pobresa.

## Poblacions més properes
El següent diagrama mostra les poblacions més properes.